# Durrës
Durrës (en italià Durazzo, eslau i otomà Drač, Dirač o Durač) és una ciutat d'Albània, capital de l'antic districte (rrethi) de Durrës i des del 1993 de la nova divisió administrativa anomenada comtat (qark) de Durrës, situada al golf de Durrës a la mar Adriàtica. Sobrepassa els cent quinze mil habitants, i és el principal port del país.

## Història

### Epidamne
Era la ciutat grega d'Epidamne (en grec antic Ἐπίδαμνος), fundada l'any 627 aC per colons de Còrcira amb ajut de Corint que també en va aportar una part, en un istme d'una península a la costa d'Il·líria poblada per taulantis, segons Eusebi de Cesarea. El dirigent de la colònia tenia per nom Faleos i era d'una família heràclida de Corint i, per tant, Epidamne tenia una certa dependència de la ciutat mare. La seva situació favorable a la mar Adriàtica la va poblar i la va enriquir ràpidament. El governament era oligàrquic amb un sol magistrat al capdavant. Els caps de les tribus (filarcs) formaven un consell, i els artesans i mercaders eren la classe inferior, gairebé esclaus.
Amb el temps, i segurament poc abans de la guerra del Peloponès l'oligarquia es va dividir en faccions i va poder ser enderrocada. L'arcont es va mantenir però els càrrecs inferiors, els filarcs, van ser substituïts per un senat elegit sobre bases democràtiques, segons diu Aristòtil. El govern va acceptar estrangers amb bastant liberalitat, però els contactes amb els veïns il·liris eren prohibits, i només s'autoritzava el comerç a través d'uns agents especials anomenats poletes, diuen Plutarc i Claudi Elià. Però el comerç no era solament amb les tribus de l'interior sinó també amb altres llocs, i fins i tot abans de la creació de la Via Egnàcia, amb la mar Negra (Euxí).
Les disputes entre Corint i Còrcira per Epidamne es va originar a causa dels oligarques enderrocats per una revolta i enviats a l'exili que van voler enderrocar a la democràcia de Epidamne. Corint va donar suport als oligarques i Còrcira als demòcrates segons explica Tucídides amb detall, i encara que segons aquest historiador va ser un dels detonants de la guerra del Peloponès, no se'n sap el resultat final perquè Epidamne no torna a ser mencionada a la història fins al 312 aC. En aquest any el rei il·liri Glaucies, amb ajut de Còrcira, es va apoderar de la ciutat però sense establir-hi guarnició, segons diu Diodor de Sicília. Pocs anys després va caure en mans d'una banda de pirates però els habitants van aconseguir recuperar-se de la sorpresa inicial i van expulsar els pirates fora de les muralles. Més tard els il·liris van tornar amb una flota i van assetjar la ciutat però l'arribada dels romans els va obligar a retirar-se. Epidamne es va posar sota la protecció de Roma l'any 229 aC, a la que sempre va restar lleial, i especialment durant la Primera i la Segona Guerra Il·lírica i les Guerres macedòniques, diu Polibi.

### Dirràquium
Dirràquium o Dirràquion (en llatí Dyrrhachium o Dyrrachium, en grec antic Δυρράχιον, Dirràkhion) era el nom que van donar els romans a la ciutat d'Epidamne. Sembla que la paraula era d'origen grec i es donava a la península on era la ciutat, que en aquella època s'havia mogut lleugerament d'emplaçament. Algunes fonts diuen que els romans consideraven de mal auguri el nom d'Epidamne. Va ser punt de partida de la Via Egnàcia fins a Tessalònica.
Era una ciutat lliure, i va ser l'escenari de la Batalla de Dirràquium l'any 48 aC, la lluita entre Cèsar i Pompeu. Pompeu va marxar des Tessalònica cap a Dirràquium que estava en mans de Cèsar i va ocupar la dreta del riu Apsos obligant a Cèsar a situar-se a l'esquerra del riu i a passar l'hivern en tendes. Hi va haver múltiples operacions militars fins que Juli Cèsar, tot i la seva habilitat, es va veure obligat a evacuar la ciutat i buscar millor fortuna en un altre lloc l'any 48 aC.
Més tard la ciutat es va mostrar partidària de Marc Antoni durant la darrera guerra civil de la República, fins que August es va imposar. August, l'any 31 aC la va convertir en colònia militar romana per als seus veterans i la va declarar ciutat lliure (civitas libera). Els habitants adoraven llavors a la deessa Venus, segons diu Catul, i els habitants, antics grecs que s'havien barrejat amb il·liris eren una gent cruel i despietada, segons Plaute.

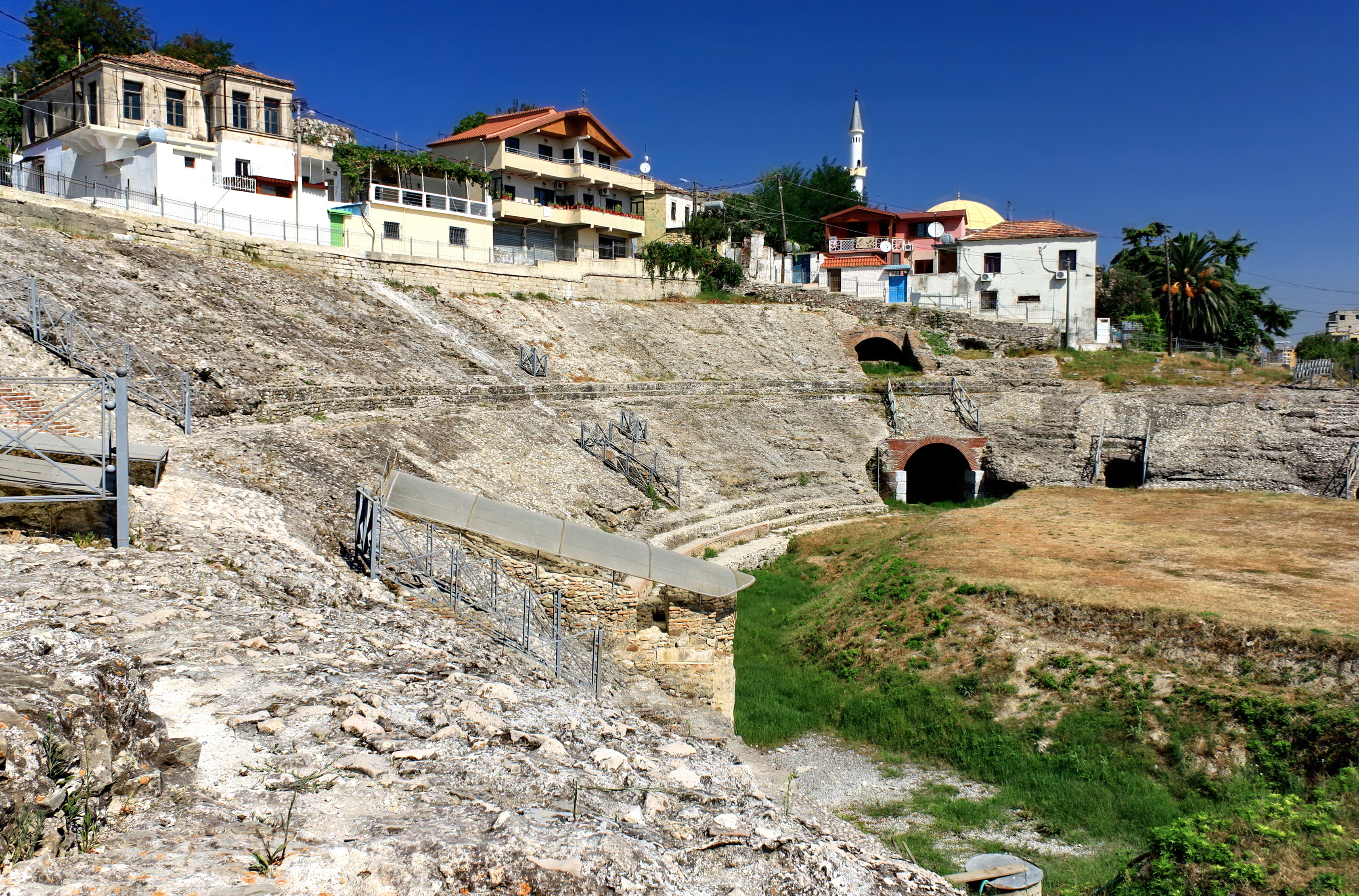
Vista de l'amfiteatre de Durrës

Durant el Baix Imperi va ser la capital de la província del Nou Epir (Epirus Nova), i els historiadors romans d'Orient la consideraven un lloc important. Cap a l'any 430 hi va néixer l'emperador Anastasi I que anys després va reconstruir les seves muralles, destruïdes poc abans per un terratrèmol. El 481 va ser atacada pel rei ostrogot Teodoric.
Va seguir en mans de l'Imperi Romà d'Orient que va instaurar el seu territori com a tema (divisió administrativa civil i militar) de Dirràquion fins que la van conquerir búlgars al segle x però els romans d'Orient la van recuperar el 1042. El 1081 va ser assetjada i el 1082 ocupada pels normands de Robert Guiscard que van derrotar l'emperador Aleix I Comnè, però va retornar al domini imperial el 1085. El 1185 els normands la van ocupar altre cop, dirigits pel rei Guillem II de Sicília. El 1205, en el repartiment de l'Imperi pel tractat Partitio terrarum imperii Romaniae, va quedar pels venecians, que ja havien establert una posició a la ciutat des del 1202 quan partien cap a Constantinoble, fins que va ser ocupada pels Comnens de l'Epir el 1215. El 1265 va ser el dot d'Helena Comnè quan es va casar amb Manfred de Sicília; el 1268 va passar a mans de Carles I d'Anjou (rei de Nàpols) i del 1272 al 1368 es va convertir en la capital d'un teòric regne d'Albània del que Carles es va proclamar rei, però que mai va existir més que en el títol.
El 1273 va ser parcialment destruïda per un terratrèmol, diu Jordi Paquimeres, i després es va convertir en la capital del Ducat de Durazzo establert el 1294 per Joan d'Anjou (net de Carles I d'Anjou) i que va passar a Felip I de Tàrent el 1304. El 1333 va caure en mans del Principat d'Acaia, i el 1336 en mans d'Esteve Dušan de Sèrbia, que va morir el 1355 i els seus successors la van perdre el 1368, any en què va ser ocupada pels caps albanesos Jordi Balsha i Carles Tapia (Thopia); la companyia navarresa dirigida per Lluís d'Evreux la va recuperar pels napolitans el 1376, però els Balsha la van reocupar el 1379.
El 1392 la va ocupar Venècia, per cessió dels Thopia que no la podien defensar contra els otomans. Els venecians hi van construir unes muralles de perímetre més estret; un imminent atac otomà sota Mehmet II, el 1467, va provocar la seva evacuació pels civils, però finalment el setge es va aixecar i l'atac no va tenir lloc; els venecians la van conservar fins al 17 d'agost de 1501 en què va passar als otomans mitjançant un atac per sorpresa de nit dirigit per Isa Beg-oghlu Mehmed Beg, governador otomà d'Elbasan, quan el governador estava absent. Les muralles van ser reconstruïdes encara en un perímetre més reduït.

### Diraç
Sota domini turc es va dir Diraç i va entrar en decadència. Part de la població es va fer musulmana. El 1670 només tenia 150 cases (era seu d'un voyvodalik) i el segle xix només tenia un miler d'habitants. El 1912 la van ocupar els serbis a finals de novembre, durant la Primera Guerra Balcànica. però l'exèrcit serbi va trobar una resistència significativa de la milícia albanesa a la regió de Luma, cosa que va resultar en la derrota de les forces sèrbies i assegurar la costa adriàtica central albanesa, així que els caps polítics albanesos van poder desembarcar a Durrës i procedir amb els seus plans per a l'eventual Declaració d'Independència d'Albània.
El 1913 va ser inclosa dins els límits de la nova Albània i era la capital del príncep Guillem, i declarada oficialment capital el 7 de març de 1913. El 1915 el Regne d'Itàlia la va ocupar i el 1916 l'Imperi Austrohongarès. Els aliats hi van entrar l'octubre de 1918 i era la capital provisional d'Albània fins al 1920.
Sota el regne de Zogu I es va modernitzar el port, i gràcies a les inversions italianes va tenir un gran desenvolupament. El 1926 un terratrèmol la va destruir en part però fou reconstruïda quedant molt millorada. El 1939 els italians la van ocupar, i el 1943 els alemanys. Els guerrillers comunistes van entrar a la ciutat el 1944 i aviat es van esborrar les destruccions de la guerra i es van crear indústries. El 1947 era la parada final de la primera línia de tren d'Albània. El 1991 una força italiana es va desplegar a la ciutat (al port) per controlar l'emigració en massa d'albanesos cap Itàlia i la Comunitat Europea va iniciar un programa d'ajut alimentari (Operació Pelicà). El 1997 una força multinacional dirigida per Itàlia es va desplegar a la ciutat per fer front als aldarulls que havia provocat l'ensorrament de l'economia albanesa pel sistema de frau piramidal.

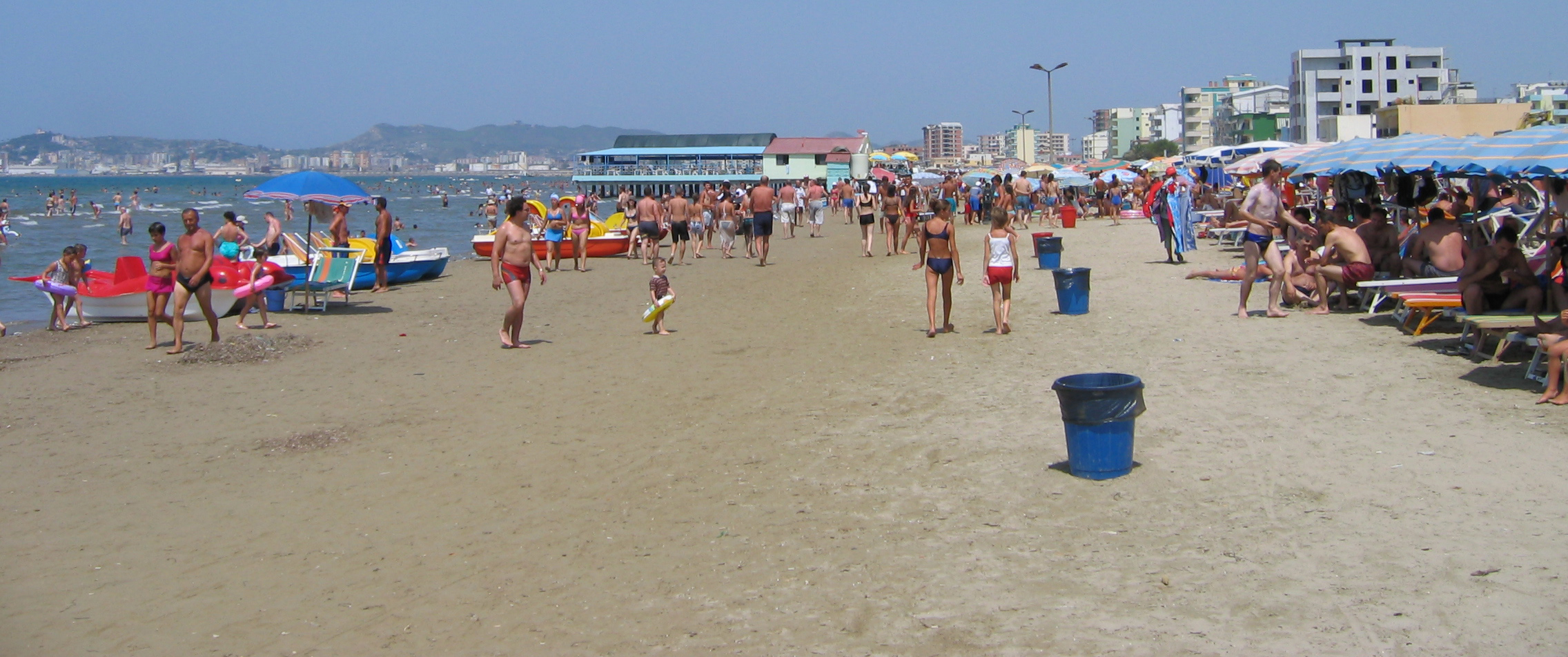
Platja de Durrës

## Economia
Durrës encara és un punt d'unió important entre Albània i l'Europa Occidental, gràcies a la seva proximitat amb les ciutats italianes de Bari i Bríndisi. També hi ha drassanes, indústries manufactureres de cuir, plàstic i tabac. Al districte del qual és capital també s'hi produeix vi i aliments.
El tipus de turisme de la ciutat més important és el de sol i platges i té tan de pes en l'economia de Durrës que la seva platja és la més poblada del país degut l'alta concentració d'establiments hotelers i zones residencials. També té un impacte significatiu el turisme cultural, atret pels jaciments arqueològics. Al 2017, el 52.2% dels treballadors de la ciutat es dediquen al sector terciari, sent el major ocupador el sector turístic.
El 2005 es va inaugurar la Universitat de Durrës, amb tres facultats.